# Боксит
Бокси́т (фр. bauxite, по названию коммуны Ле-Бо (фр. Les Baux-de-Provence) в департаменте Буш-дю-Рон, Франция) — алюминиевая руда, состоящая из гидратов оксида алюминия, оксидов железа и кремния, сырьё для получения глинозёма и глинозёмосодержащих огнеупоров. Содержание глинозёма в промышленных бокситах колеблется от 40 % до 60 % и выше. Используется также в качестве флюса в чёрной металлургии.
В настоящее время бокситы являются важнейшей алюминиевой рудой, на которой, за немногими исключениями, базируется почти вся мировая алюминиевая промышленность.

## Описание
Бокситы представляют собой горную породу, в состав которой входят: гидроксиды алюминия, образующие основную рудную массу; гидроксиды, оксиды и силикаты железа; кремний в виде кварца, опала и каолинита; титан в виде рутила и других соединений; карбонат кальция и магния, а также небольшие количества соединений натрия, калия, циркония, хрома, фосфора, ванадия, галлия и других элементов; нередко в бокситах обнаруживается также примесь пирита.
Химический состав бокситов, в зависимости от минералогической формы гидроксида алюминия и количества примесей, колеблется в широких пределах. Качество бокситов как алюминиевой руды определяется прежде всего содержанием в них глинозёма и кремнезёма: чем ниже содержащее оксида кремния (SiO2) и больше оксида алюминия (Аl2О3), тем выше качество при прочих равных условиях. Большое значение имеет так называемая «вскрываемость» боксита, то есть лёгкость извлечения из него глинозёма. Физические свойства бокситов весьма разнообразны, а внешние отличия столь непостоянны, что определение боксита «на глаз» весьма затруднительно. Этим обусловливаются большие трудности в поисках бокситов. Характерна чрезвычайно большая дисперсность компонентов боксита. Поэтому под обычным микроскопом в боксите можно различить только отдельные, хорошо окристаллизованные вкрапления и примеси.
По внешнему виду бокситы являются глиноподобной, а часто каменистой породой. Структура их весьма разнообразна. Бокситы бывают плотные, с землистым изломом, или пористые, с грубым ячеистым изломом; часто в основную массу бывают включены округлые тельца, создающие оолитовую структуру руды. Эти тельца образованы окислами железа и иногда глинозёмом.
Цвет бокситов столь же разнообразен, как и их структура. Бокситы встречаются всевозможных оттенков — от белого до тёмно-красного, но чаще всего бывают буро или кирпично-красного цвета. Удельный вес бокситов колеблется в широких пределах. У лёгких пористых бокситов с невысоким содержанием кремнезёма и железа он составляет приблизительно 1,2 г/см3; плотные, сильно железистые, каменистые бокситы имеют удельный вес, равный примерно 2,8 г/см3. Твёрдость бокситов по шкале Мооса варьируется от 2 до 7. Напоминая иногда по своему внешнему виду глину, боксит ничего общего, однако, с ней не имеет. Характерным отличительным признаком боксита является то, что с водой он, в противоположность глинам, не даёт пластичной массы.
Минералогическое отличие бокситов от глин, как уже упоминалось выше, заключается в том, что в составе первых алюминий находится в форме гидроокисей, во вторых же в виде каолинита. В зависимости от минералогической формы гидроксида бемита и диаспора (АlOOH) или гидраргиллита (Аl(OH)3), в виде которой алюминий находится в боксите, соответственно различают типы бокситов: бемитовый, диаспоровый, гидраргиллитовый и смешанный.

## Добыча бокситов

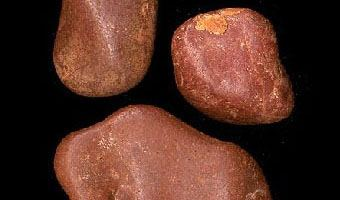
Боксит

Более 90 % мировых общих запасов бокситов сосредоточено в 18 странах. Это не случайно, так как лучшие бокситовые месторождения приурочены к так называемым латеритным корам, образующимся в результате длительного выветривания алюмосиликатных пород в условиях жаркого влажного климата. В латеритных месторождениях лежит около 9/10 всех мировых бокситов. Самыми большими общими запасами обладают Гвинея (20 млрд т), Австралия (7 млрд т), Бразилия (6 млрд т), Вьетнам (3 млрд т), Индия (2,5 млрд т), Индонезия (2 млрд т). В недрах этих шести стран заключено почти 2/3 общих запасов бокситов. Наиболее крупными подтверждёнными запасами обладают Гвинея (39 % мировых), Бразилия (26 %), Австралия (24 %), Ямайка (14 %), Камерун (9 %), Мали (7 %). В них сосредоточено 65 % мировых подтверждённых запасов бокситов.
Россия обладает относительно небольшими месторождениями бокситов и большую часть сырья импортирует. Наиболее высоким качеством обладают бокситы Северо-Уральского бокситоносного района. Бокситовое месторождение есть в Бокситогорском районе Ленинградской области. Наиболее перспективным источником этого сырья является Средне-Тиманская группа месторождений на северо-западе Республики Коми, в 150 км от г. Ухта (запасы до глубины 200 м — более 200 млн т). Разведанные запасы Среднего Тимана сконцентрированы на Вежаю-Ворыквинском (150 млн т), Верхнещугорском (66 млн т) и Восточном (48 млн т) месторождениях. Эти месторождения находятся в необжитом районе, открыты в конце 1960-х годов и детально разведаны в 1980-х. Качество руд — среднее. В 1997 году по автозимнику через Ухту на Уральский алюминиевый завод в Каменске-Уральском была доставлена первая партия тиманских бокситов (12 тыс. т). Промышленные испытания подтвердили возможность использования этого сырья на уральских заводах.
Нефелинсодержащие породы используются в качестве алюминиевого сырья только в России. Разрабатываются Кия-Шалтырское месторождение в Кемеровской область и месторождения Кукисвумчорр, Юкспор, Расвумчорр на Кольском полуострове. Общие запасы нефелиновых руд в России — около 7 млрд т, подтверждённые — 5 млрд т. В современных[когда?] экономических условиях рентабельность их разработки оказывается под вопросом.
Третий вид алюминиевых руд — алуниты, разрабатывают только в Азербайджане (месторождение Заглик). Подтверждённые запасы алунитов в Азербайджане оцениваются в 200 тыс. т. В Узбекистане разведано Гушсайское месторождение алунитовых руд с общими запасами 130 млн т. По мнению республиканских экспертов[кто?], эти руды, после предварительного обогащения, могут перерабатываться в глинозём.